# San Cesareo
San Cesareo é uma comuna italiana da região do Lácio, província de Roma, com cerca de 9.441 habitantes. Estende-se por uma área de 22 km², tendo uma densidade populacional de 429 hab/km². Faz fronteira com Colonna, Monte Compatri, Palestrina, Rocca Priora, Zagarolo.

## Demografia
| Variação demográfica do município entre 1861 e 2011                               |
|                                                                                   |
| Fonte: Istituto Nazionale di Statistica (ISTAT) - Elaboração gráfica da Wikipedia |